# Margarethe von Oven
Pour les articles homonymes, voir von Oven.
Margarethe von Oven (1904 à Berlin - 5 février 1991 à Göttingen) était secrétaire l'été 1944 au Bendlerblock, où se prépara le complot du 20 juillet 1944 contre Adolf Hitler, organisé par Claus von Stauffenberg et les principaux protagonistes de l'opération Walkyrie. Occupant la fonction d'opératrice de transmission (Nachrichtenübermittlerin), elle tapait les ordres et les ordonnances qui préparaient l'opération Walkyrie.
Tandis que les principaux acteurs du coup d'État étaient fusillés le soir de l'explosion de la bombe qui devait tuer Adolf Hitler, Margarethe von Oven fut emprisonnée deux semaines. Elle retrouva son emploi à sa sortie de prison. À la fin de la guerre, elle travailla d'abord en Suisse, puis en Allemagne. En 1954 elle devint collaboratrice de la gestion du patrimoine de la maison Brandebourg-Preussen.
Dans Hammerstein ou l'intransigeance, sa figure est évoquée par H.M. Enzensberger au chapitre consacré au Bendlerblock : « Une pièce dans le Bendlerblock ».

## Fiction
Margarethe von Oven a été incarnée par plusieurs actrices :
- Ute Marin dans Claus Graf Stauffenberg, téléfilm de Rudolf Nussgruber, 1970.
- Stefania Rocca dans Stauffenberg, téléfilm de Jo Baier, 2004.
- Regine Zimmermann dans Die Stunde der Offiziere, téléfilm de Hans-Erich Viet, 2004.
- Halina Reijn dans Walkyrie, film de Bryan Singer, 2008.